# إليزابيث غليدل
إليزابيث غليدل (بالإنجليزية: Elizabeth Gleadle) هي رامية رمح كندية ولدت في يوم 5 ديسمبر 1988 في فانكوفر. أبرز انجازاتها كان فوزها كان الميدالية الذهبية في دورة الألعاب الأمريكية 2015 في تورنتو.